# Władysław Wiktor Czaykowski
Władysław Wiktor Czaykowski, lub Władysław Czajkowski herbu Gryf (ur. 23 grudnia 1844 w Dusanowie, zm. 3 października 1917 w Baden k. Wiednia) – ziemianin, polityk konserwatywny, poseł na galicyjski Sejm Krajowy i do austriackiej Rady Państwa, dożywotni członek austriackiej Izby Panów.

## Życiorys
Studiował prawo na uniwersytetach we Lwowie (1865-1867) i Wiedniu (1878-1869). Doktorat z prawa uzyskał na uniw, lwowskim (1870).
Ziemianin, od 1868 właściciel wsi: Medwedowce, Nowostawce, Podlesie, Janówka w pow. buczackim, Rudki w pow. rohatyńskim, Czahrów w pow. stanisławowskim, a od 1891 (po śmierci swego brata Michała Alfonsa) także Dusanowa. Członek i działacz Galicyjskiego Towarzystwa Gospodarskiego, członek Komitetu GTG (28 czerwca 1884 - 15 czerwca 1892).
Członek Rady Powiatu (1869-1914) i Wydziału Powiatowego (1881-1886) w Buczaczu, w latach 1884-1886 jego prezes. Poseł do Sejmu Krajowego Galicji VI kadencji (3 marca 1892 - 17 lutego 1894), VII kadencji (28 grudnia 1895 - 9 lipca 1901), VIII kadencji (28 grudnia 1901 - 12 października 1907), IX kadencji (11 stycznia 1910 - 14 lutego 1912). W VI kadencji wybrany został w wyborach uzupełniających w IV kurii (gmin wiejskich) w okręgu wyborczym nr 30 Buczacz w miejsce zmarłego w 1891 Władysława Wolańskiego.  W VII i VIII kadencji był wybierany w kurii I (wielkiej własności) w obwodzie nr 5 (czortkowskim) zaś w kadencji IX uzyskał mandat w wyborach uzupełniających w kurii I (wielkiej własności) z obwodu nr 14 (stanisławowskiego) w miejsce zmarłego w 1909 Wojciecha Dzieduszyckiego, z mandatu zrezygnował w 1912, w jego miejsce wybrany został Władysław Dzieduszycki. Należał do prawicy sejmowej; na arenie sejmowej występował stale jako rzecznik porozumienia polsko-ruskiego.
Poseł do austriackiej Rady Państwa VII kadencji (22 września 1885 - 23 stycznia 1891), VIII kadencji (9 kwietnia 1891 - 22 stycznia 1897) i X kadencji (31 stycznia 1901 - 30 stycznia 1907). W VII i VIII kadencji wybrany został w kurii IV (gmin wiejskich) z okręgu wyborczego nr 26 (Trembowla-Grzymałów-Husiatyn-Kopyczyńce) zaś w kadencji X z kurii I (wielkiej własności) z okręgu wyborczego nr 19 (31 stycznia 1901 - 30 stycznia 1907). W parlamencie należał do grupy posłów konserwatywnych Koła Polskiego w Wiedniu.
Członek dożywotny Izby Panów od 14 czerwca 1907.

## Rodzina
Urodził się w rodzinie ziemiańskiej. Syn Mikołaja Czaykowskiego i Rozalii z Petrowiczów. Miał starszego brata Alfonsa Czaykowskiego. W 1906 ożenił się z Różą z domu Rumerskirch. Dzieci nie mieli

## Odznaczenia
Odznaczony Krzyżem Komandorskim Orderu Franciszka Józefa (Austro-Węgry, 1917).